# Temple Dazhao
Le temple Dazhao (mongol : ᠶᠡᠬᠡ
ᠵᠤᠤ, VPMC : yeke juu, cyrillique : Их Зуу, MNS : Ikh Zuu ; Translit. SASM/GNC : Ih Jûû ;  chinois simplifié : 大召寺 ; pinyin : dàzhào sì ; litt. « grand temple de l'évocation ») est un temple bouddhique mongol, de l'école Gelug du bouddhisme tibétain (Bouddhisme vajrayāna), situé dans l'ancien quartier de Hohhot, capitale de Mongolie-Intérieure, en République populaire de Chine.

## Description

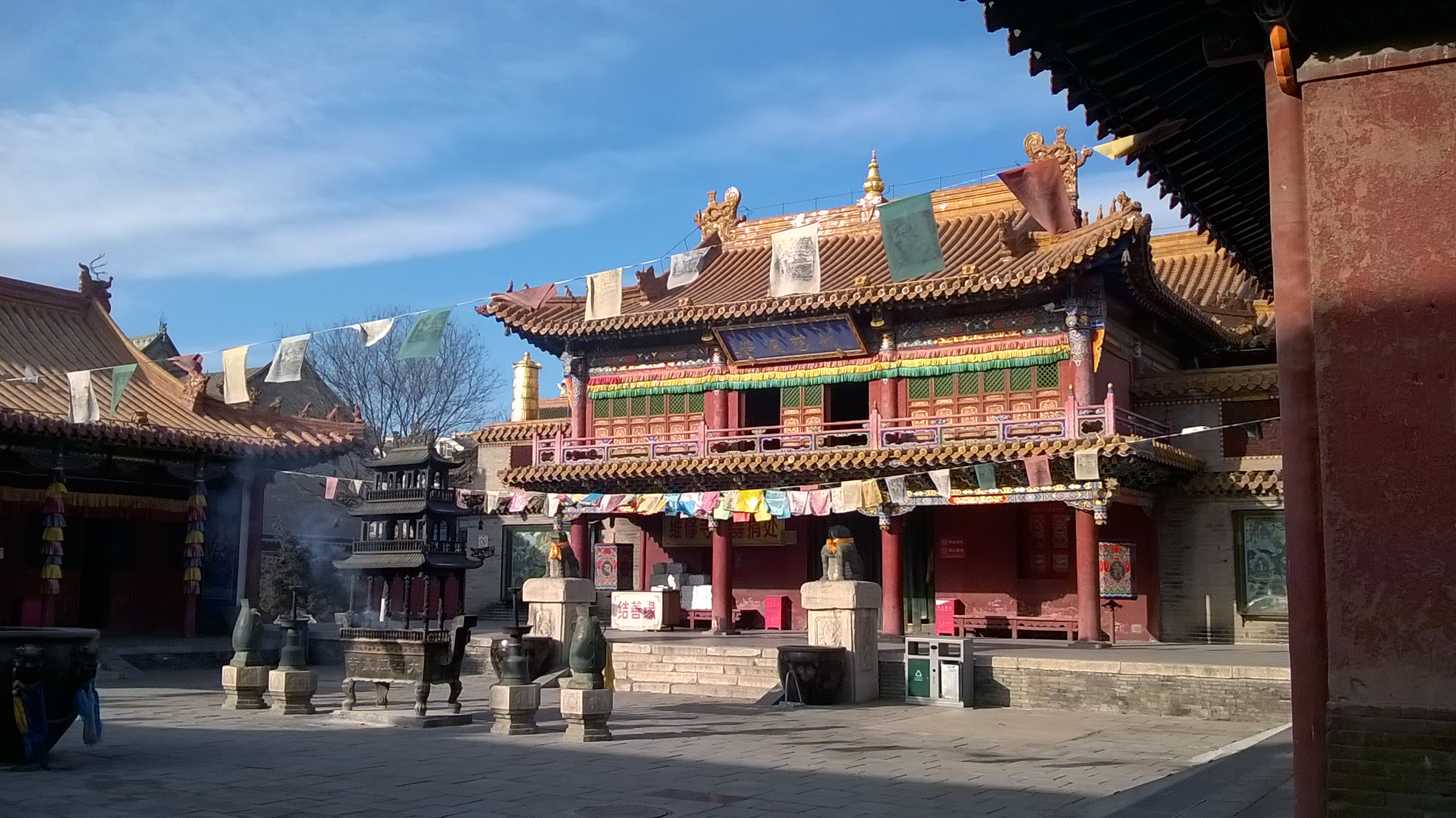
Bâtiment des reliques du temple

Il est situé en face du Xiaozhao (小召寺, xiǎozhào sì, « petit temple de l'évocation »)
Il contient parmi les plus anciennes statues de personnages de l'école gelug.
Il comporte de nombreuses œuvres d'art, incluant des sculptures peintes ou en or et argent, des grands thangkas, 108 parties du kangyour ou encore des masques.

## Histoire
C'est le premier bâtiment de la ville, construit en 1557, sous le règne d'Altan Khan. Il aurait été complété en 1579, sous la dynastie Ming.
Le 3e dalaï-lama, Sonam Gyatso, visite le temple en 1586, et consacre la statue en argent de Bouddha (Siddhartha Gautama). Depuis, le temple est devenu un centre religieux mongol. L'empereur Kangxi, le visite également au début de la dynastie Qing.

## Galerie

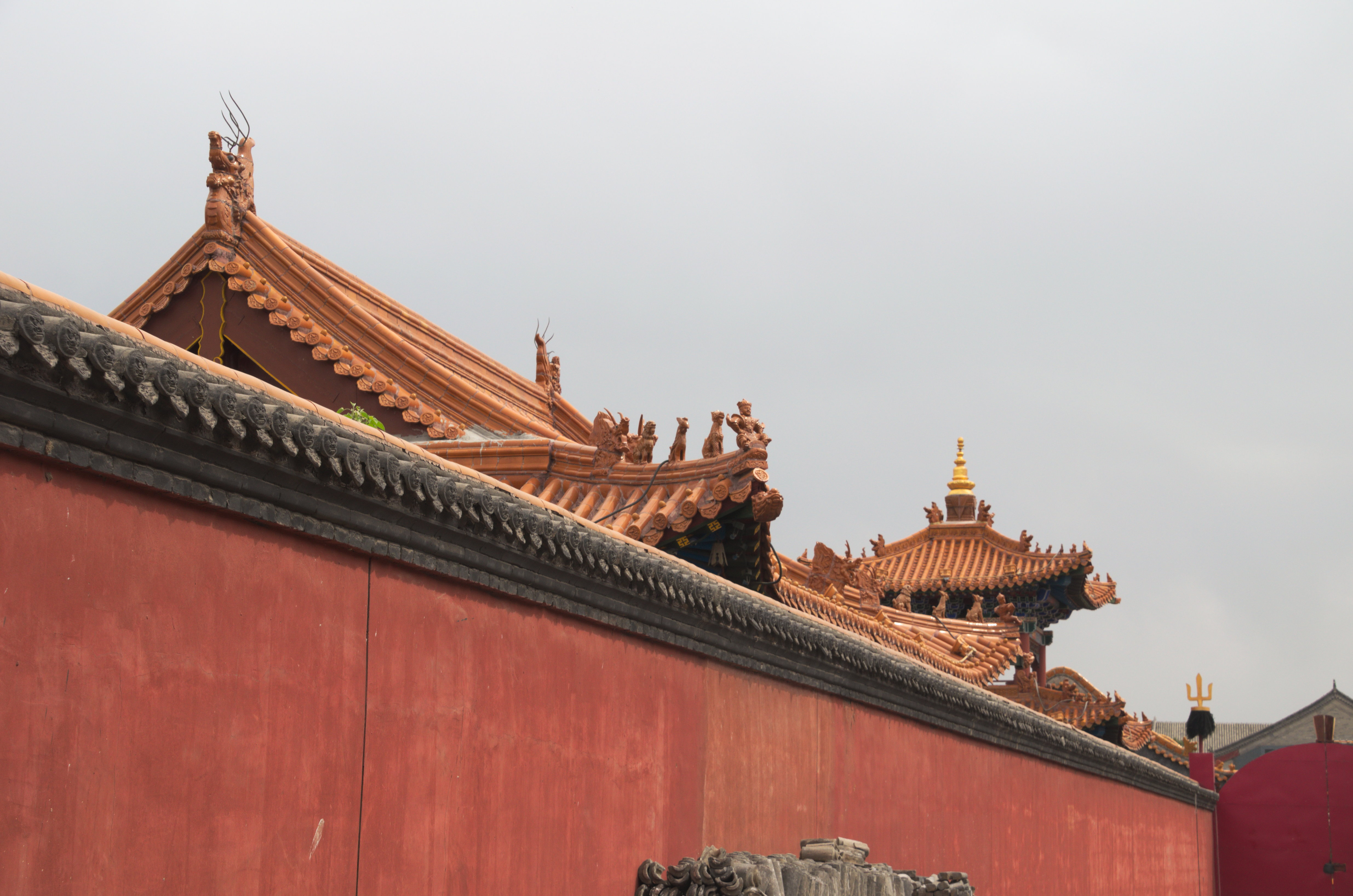
Un des murs et toits.
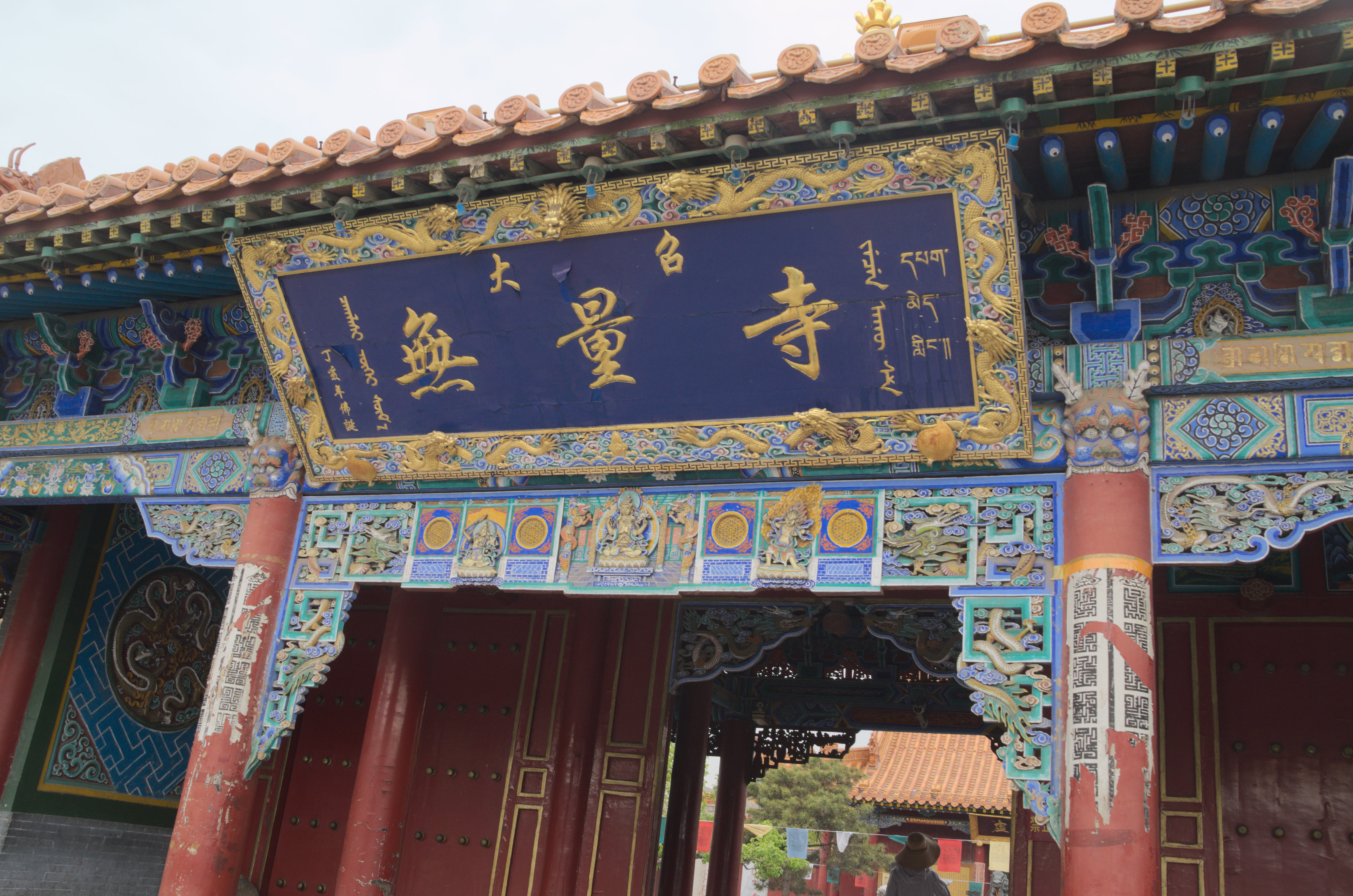
plaque du temple, en hanzi, mongol, manchou et tibétain
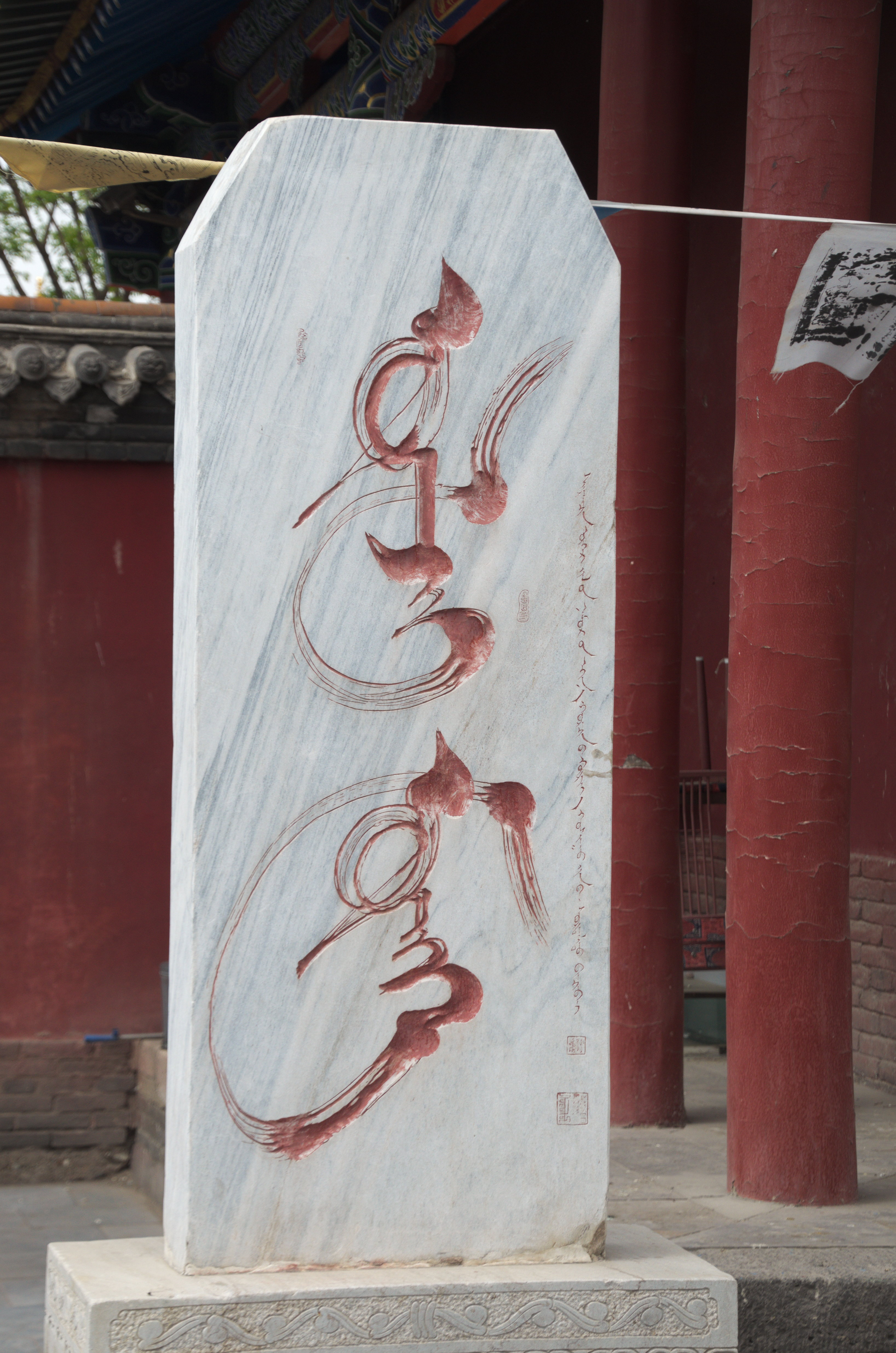
stèle comportant de la calligraphie mongole.
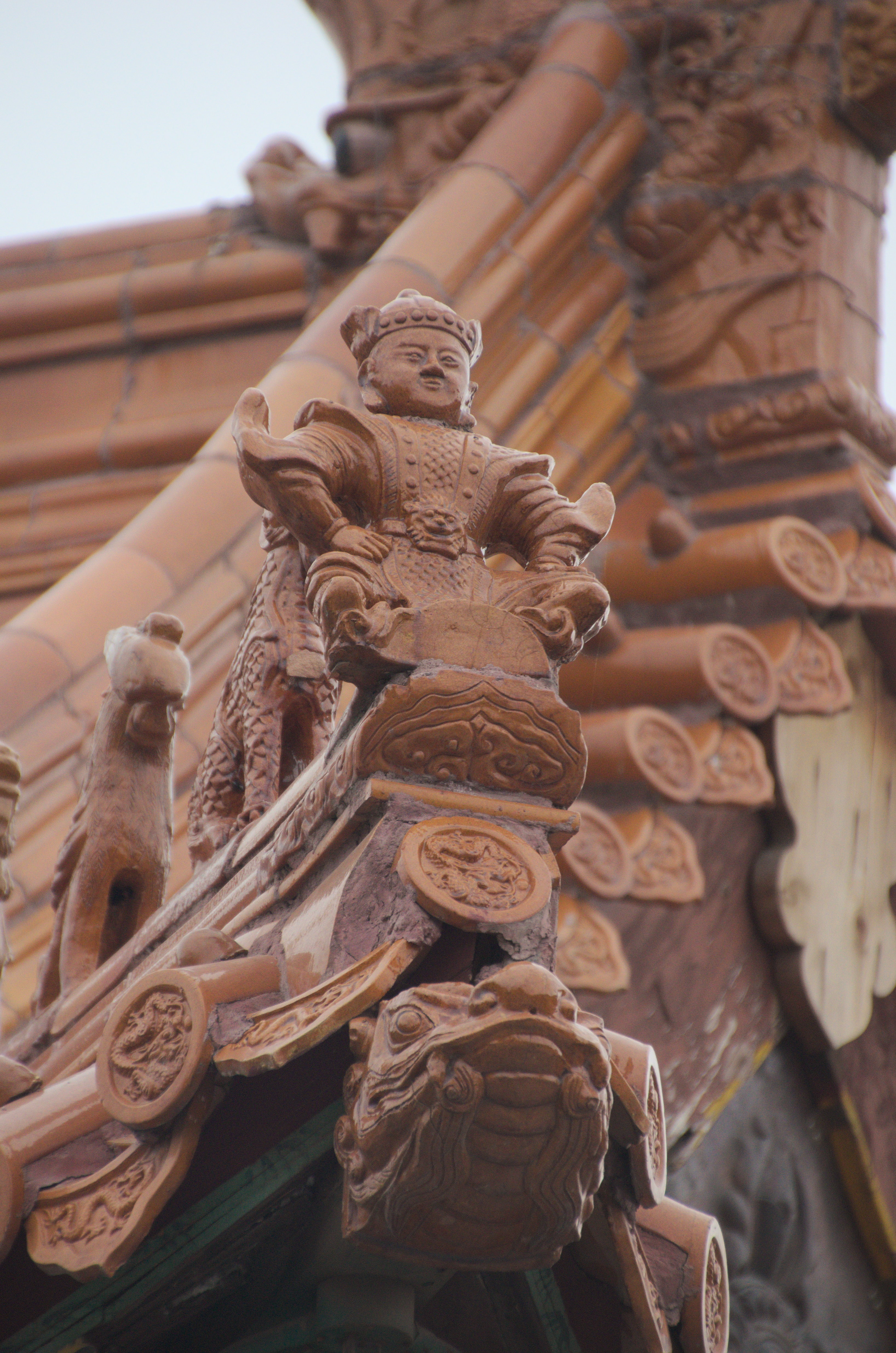
élément décoratif d'un toit.
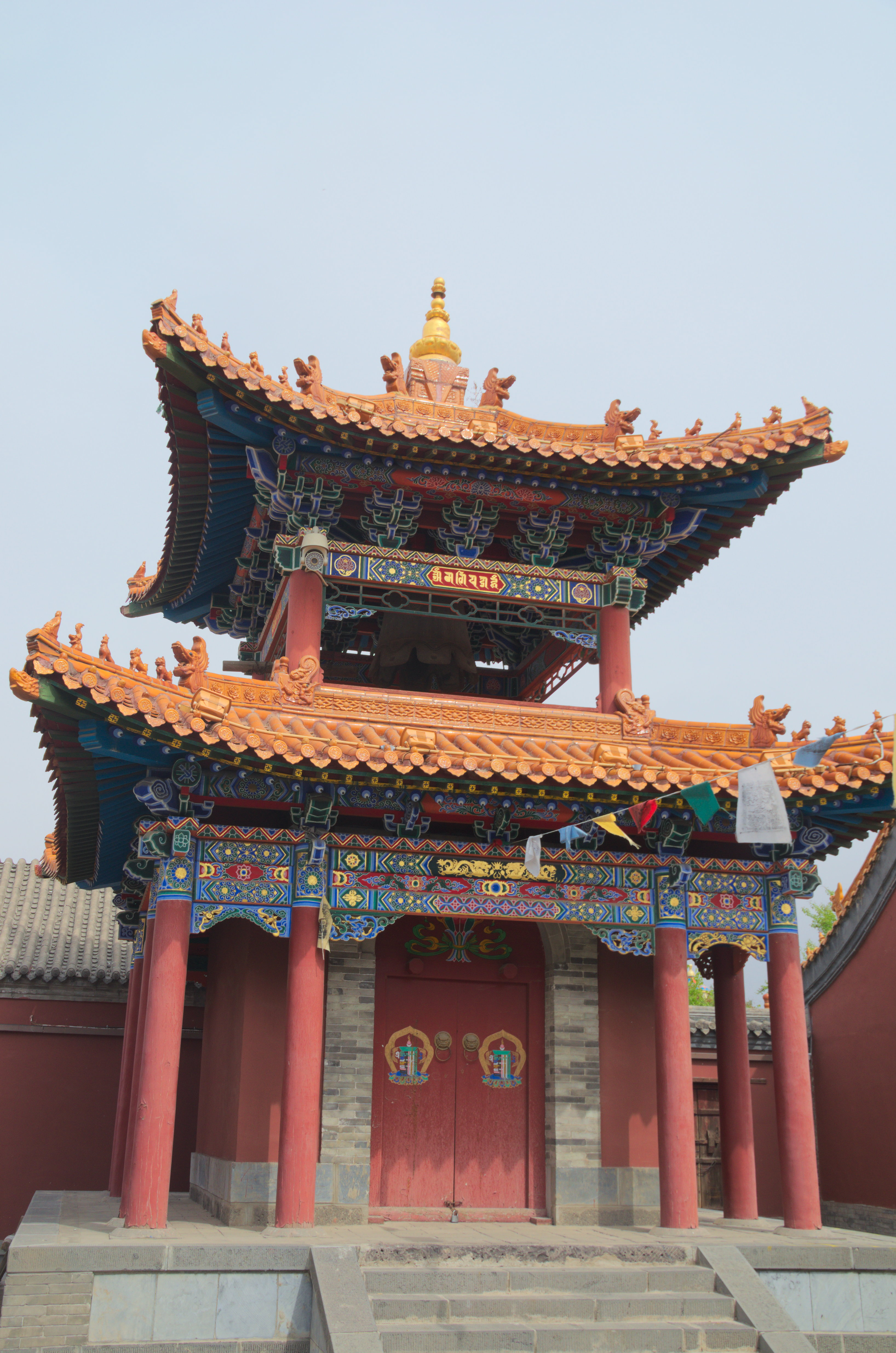
Tour de la cloche avec écriture ranjana
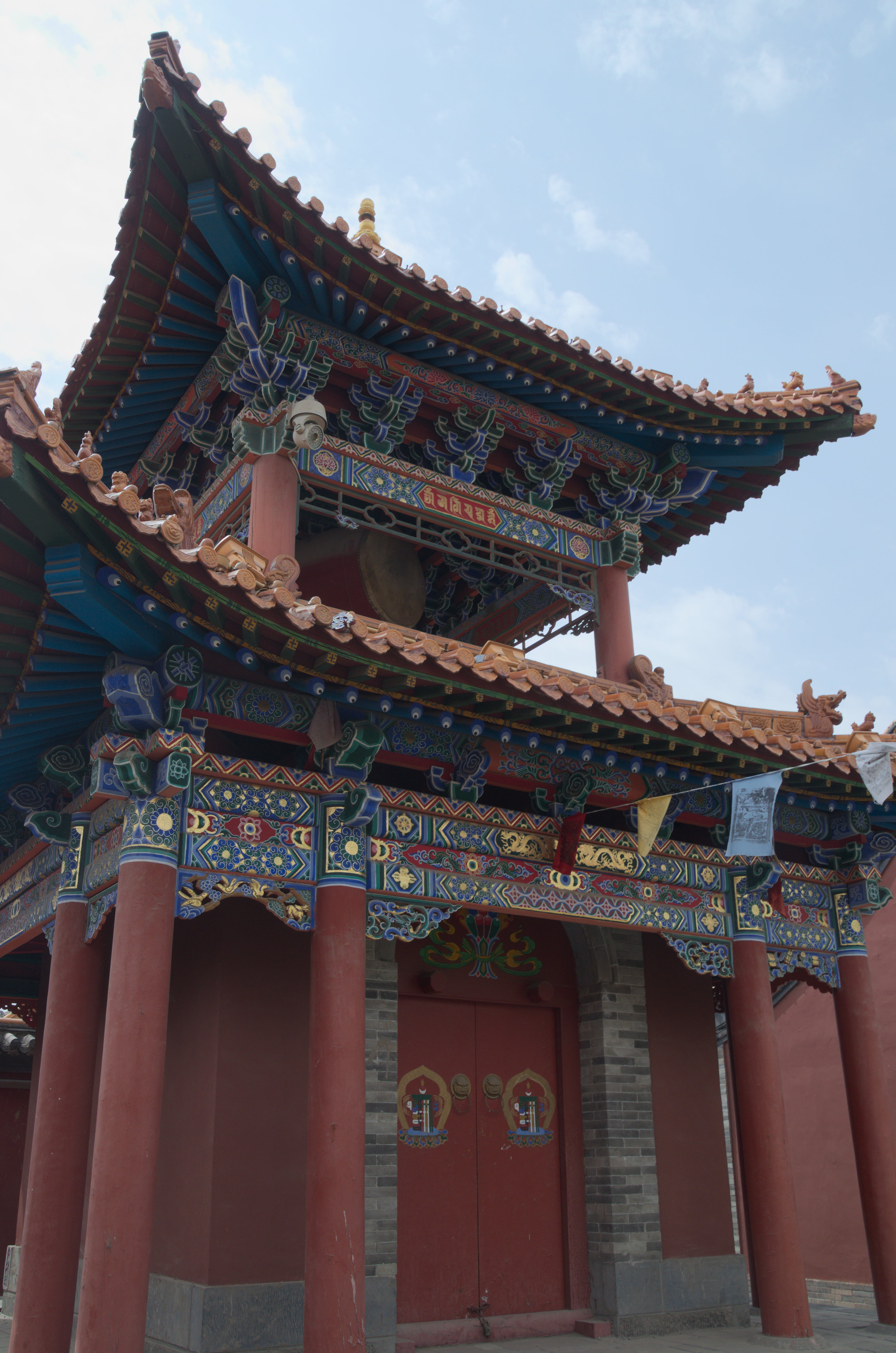
... et tour du tambour
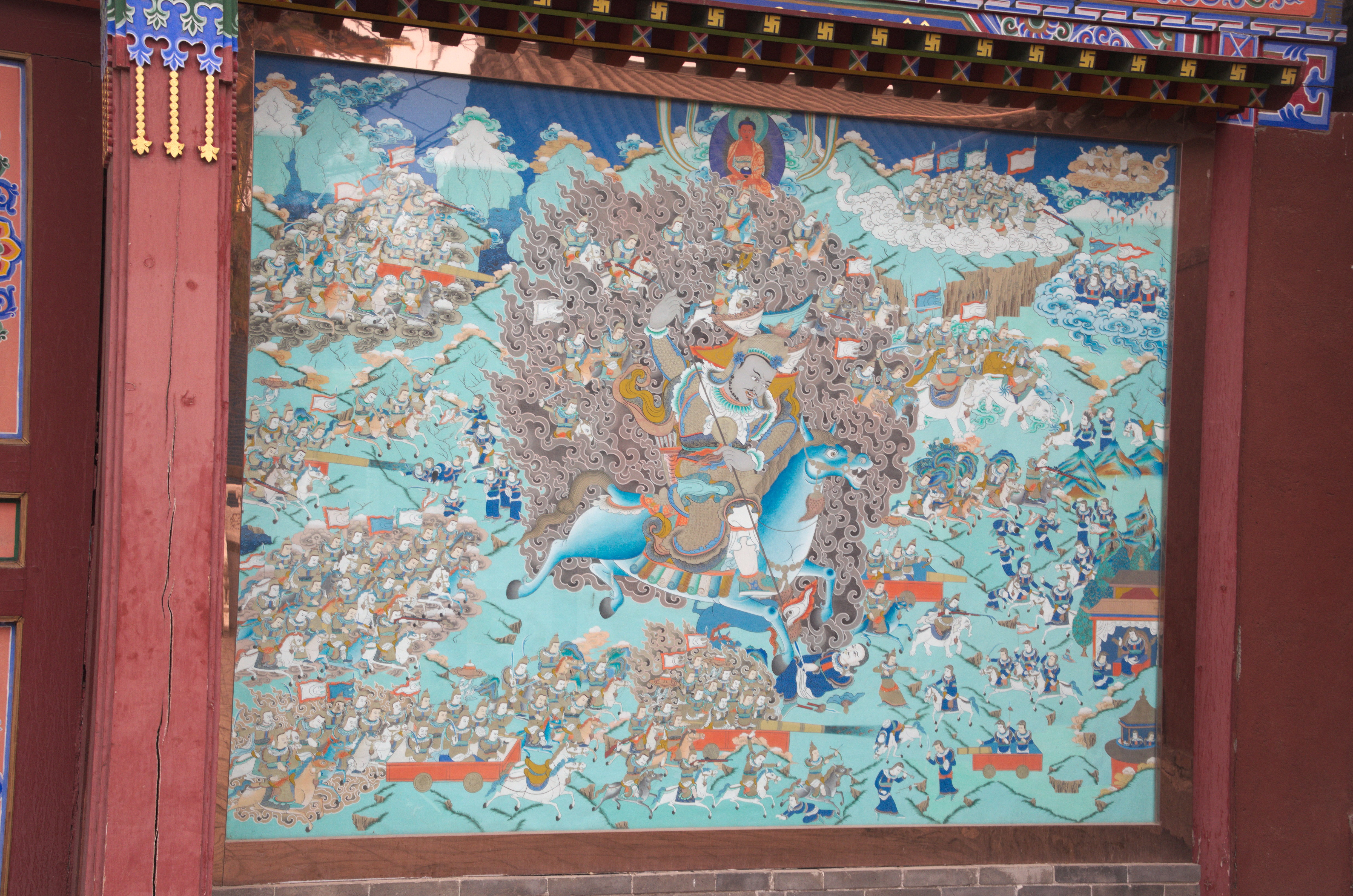
thangka guerrier[réf. nécessaire]